# 蘇爾萊伊峰
46°27′11″N 9°50′35″E / 46.45306°N 9.84306°E

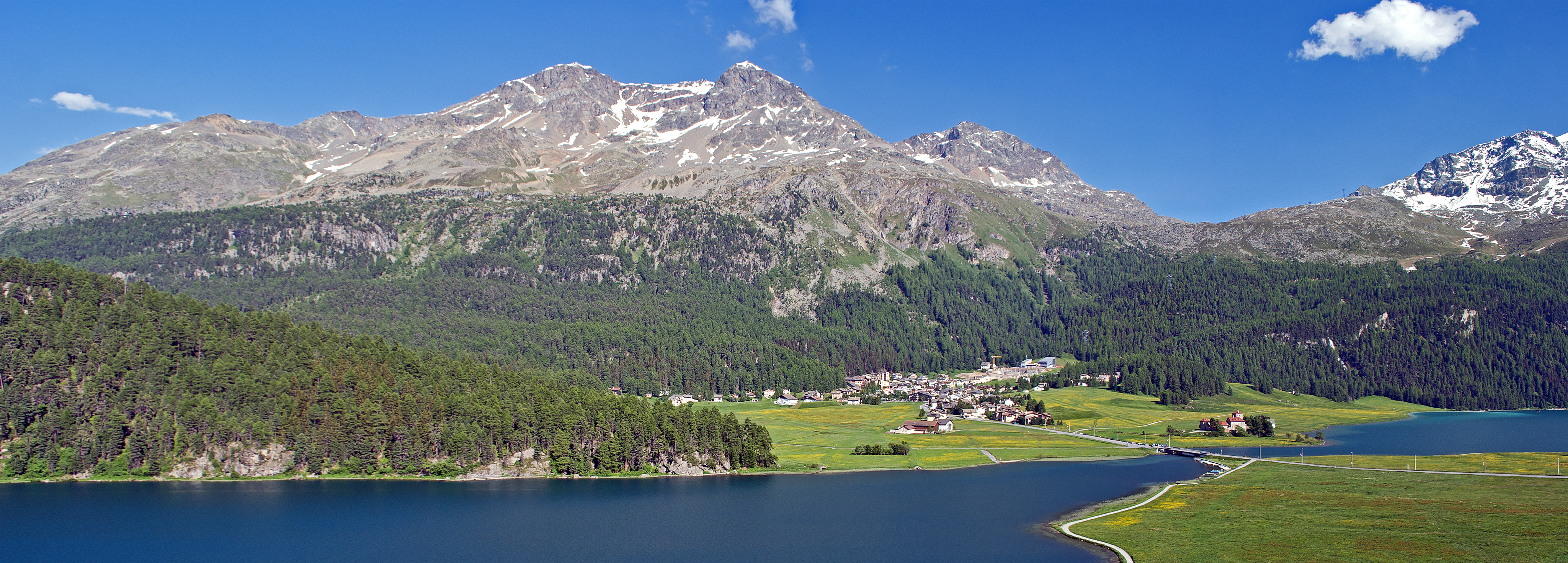

蘇爾萊伊峰（Piz Surlej），是瑞士的山峰，位於該國東南部，由格勞賓登州負責管轄，屬於貝爾尼納山脈的一部分，海拔高度3,188米，每年平均降雨量1,693毫米。